# Jelena Sokolova (kunstschaatsster)

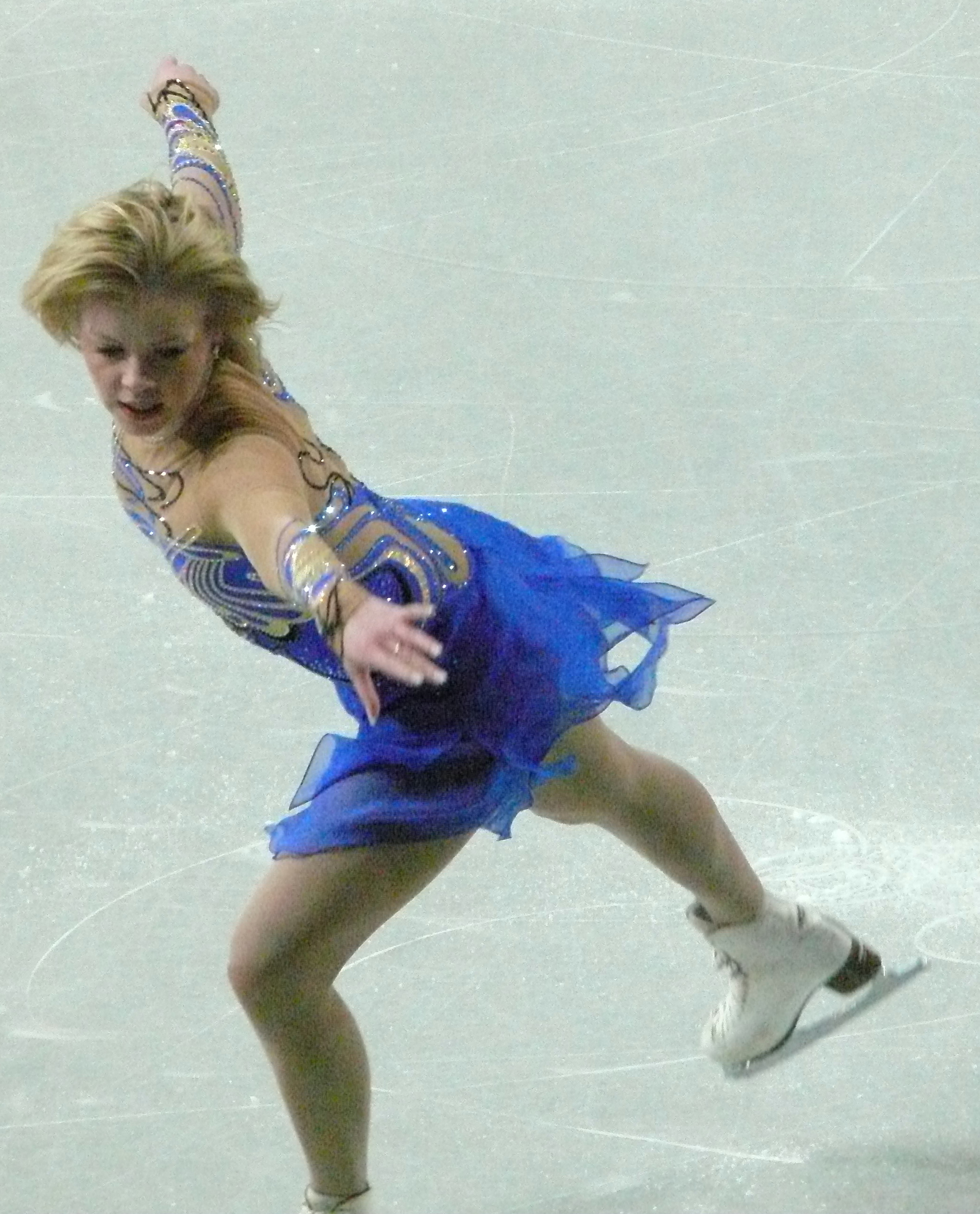
Jelena Sokolova

Jelena Sergejevna Sokolova (Russisch: Елена Сергеевна Соколова) (Moskou, 15 februari 1980) is een Russische kunstschaatsster.
Sokolova is actief als individuele kunstschaatsster en wordt gecoacht door Viktor Koedrjavtsev.
| records             | punten | datum      | toernooi |
| ------------------- | ------ | ---------- | -------- |
| Hoogste totaalscore | 165.09 | 19-03-2005 | WK 2005  |
| Hoogste korte kür   | 59.63  | 18-03-2005 | WK 2005  |
| Hoogste lange kür   | 105.46 | 19-03-2005 | WK 2005  |

## Belangrijke resultaten
| Kampioenschap           | 1997   | 1998 | 1999 | 2000 | 2001 | 2002 | 2003   | 2004  | 2005   | 2006   | 2007  |
| ----------------------- | ------ | ---- | ---- | ---- | ---- | ---- | ------ | ----- | ------ | ------ | ----- |
| Olympische Spelen       |        | 7e   |      |      |      |      |        |       |        | 14e    |       |
| Wereldkampioenschap     | 8e     | 8e   |      |      |      |      | Zilver | 10e   | 7e     | 4e     | 13e   |
| Europees Kampioenschap  |        |      |      |      |      |      | Zilver | Brons | 5e     | Zilver | 7e    |
| Nationaal Kampioenschap | 5e     | 5e   | 4e   | 6e   | 4e   | 4e   | Goud   | Goud  | Zilver | Goud   | Brons |
| WK junioren             | Zilver |      |      |      |      |      |        |       |        |        |       |